# Henk Hiddinga
Henk Hiddinga (Haarlem, 12 april 1942) is een Nederlands voormalig wielrenner die tussen 1966 en 1970 als beroepsrenner actief was. Zijn grootste overwinning is Parijs-Troyes in 1968.

## Overwinningen
- 1966
  - 1e etappe Ronde van Picardië
- 1967
  - Ronde van Luik
- 1968
  - Parijs-Troyes

## Resultaten in voornaamste wedstrijden
| \| Jaar \| Ronde van Italië \| Ronde van Frankrijk \| Ronde van Spanje \| \| ---- \| ---------------- \| ------------------- \| ---------------- \| \| 1970 \| \| \| 43e \| - (en) Profiel van Henk Hiddinga op ProCyclingStats - Profiel van Henk Hiddinga op De wielersite - Profiel van Henk Hiddinga op de Wielersite |                  |                     |                  |
| Jaar | Ronde van Italië | Ronde van Frankrijk | Ronde van Spanje |
| 1970 |                  |                     | 43e              |